# Ель-Сауго
Ель-Сауго (ісп. El Sahugo) — муніципалітет в Іспанії, у складі автономної спільноти Кастилія-і-Леон, у провінції Саламанка. Населення — 236 осіб (2010).
Муніципалітет розташований на відстані близько 240 км на захід від Мадрида, 95 км на південний захід від Саламанки.
На території муніципалітету розташовані такі населені пункти: (дані про населення за 2010 рік)
- Посадільяс: 1 особа
- Ель-Сауго: 235 осіб

## Демографія
Динаміка населення (INE ):

## Зовнішні посилання
- Провінційна рада Саламанки: індекс муніципалітетів [Архівовано 23 квітня 2009 у Wayback Machine.]
- Посилання на Google Maps